# Localités de l'île de Man
Les localités de l’île de Man considérées officiellement comme des villes sont : (les noms en italique indique la forme mannoise.)
| Nom anglais        | Nom mannois     |
| ------------------ | --------------- |
| Castletown         | Balley Cashtal  |
| Douglas (capitale) | Doolish         |
| Peel               | Purt ny hInshey |
| Ramsey             | Rhumsaa         |

Les districts officiels de l’île de Man (également des villages) sont :
| Nom anglais | Nom mannois   |
| ----------- | ------------- |
| Onchan      | Kione Droghad |
| Michael     | Mael          |

Les localités de l’île de Man officiellement dénommées villages sont :
| Nom anglais     | Nom mannois     |
| --------------- | --------------- |
| Laxey           | Laksaa          |
| Port Saint Mary | Purt le Moirrey |
| Port Erin       | Purt Chiarn     |

Les autres localités significatives mais sans statut officiel (désignées comme bourgs) sont :
| Nom anglais   | Nom mannois       |
| ------------- | ----------------- |
| Andreas       | Andreas           |
| Baldrine      | Balley Drine      |
| Ballabeg      | Balley Beg        |
| Ballasalla    | Balley Salley     |
| Ballaugh      | Balley ny Loughey |
| Bride         | Bride             |
| Crosby        | Crosbee           |
| Derbyhaven    | Camys y Ree       |
| Foxdale       | Forsdal           |
| Glen Maye     | Glion Maye        |
| Jurby         | Jorby             |
| Marown        | Skeerey Marooney  |
| Niarbyl       | Yn Arbyl          |
| Port Soderick | Purt Soderick     |
| Saint John's  | Balley Keill Eoin |
| Sulby         | Sulby             |
| Union Mills   | Myllin Doo Aah    |